# Clifford Johnson
Clifford Victor Johnson (Londra, 5 marzo 1968) è un fisico britannico e professore presso il dipartimento di fisica dell'Università della California, Santa Barbara.

## Biografia
Clifford Johnson è nato a Londra in Inghilterra, e ha vissuto a Montserrat per 10 anni. Fin dalla tenera età, Johnson era interessato all'elettronica. Trascorreva il tempo leggendo sull'argomento e progettando piccoli macchinari come le radio. Si è laureato in Fisica presso l'Imperial College di Londra nel 1989 e ha completato il Dottorato in Filosofia in Matematica e Fisica presso l' Università di Southampton nel 1992.
Il focus della ricerca di Johnson è nella teoria delle superstringhe e nella fisica delle particelle, specificamente legate ai fenomeni fortemente accoppiati. In precedenza ha lavorato come borsista post-dottorato presso il Kavli Institute for Theoretical Physics dell'Università della California, a Santa Barbara, presso l' Institute for Advanced Study, presso la Durham University e la Princeton University . Ha lavorato come professore assistente presso l'Università del Kentucky dal 1997 al 1999 ed è stato professore di fisica presso il Dipartimento di Fisica e Astronomia dell'Università della California del Sud. Nel luglio 2023 è tornato all'Università della California, a Santa Barbara. Nel 2005 ha ricevuto la medaglia e il premio Maxwell dall'Istituto di fisica, "Per il suo eccezionale contributo alla teoria delle stringhe, alla gravità quantistica e alla sua interfaccia con la teoria dei campi fortemente accoppiata, in particolare per il suo lavoro sulla comprensione della censura delle singolarità e delle proprietà termodinamiche delle particelle". spaziotempo quantistico Ha ricevuto un premio CARRIERA dalla National Science Foundation nel 1997. Nel 2005, The Journal of Blacks in Higher Education ha elencato Clifford Johnson come il professore nero di matematica o di un campo correlato più citato in un'università o college americano. È stato nominato membro dell'American Physical Society nel 2021. Nel 2022, Johnson ha ricevuto il premio Andrew Gemant dell'AIP per il suo approccio artistico e creativo alla divulgazione e all'educazione della fisica. Johnson ha anche ricevuto la medaglia e il premio James Clerk Maxwell dell'Institute of Physics.
Lavora attivamente anche per promuovere la scienza presso il pubblico e la divulgazione della fisica . Come parte di questo impegno, appare regolarmente nella serie The Universe di History Channel e funge da consulente scientifico per Discovery Channel . Johnson ha fondato l'African Summer Theory Institute, "che riunisce insegnanti, ricercatori e studenti di tutti i livelli per una conferenza di un mese su un argomento scientifico, diverso ogni anno, per discutere, fare rete e, naturalmente, per Imparare." Johnson è anche l'autore di una graphic novel scientifica introduttiva, The Dialogues . Il libro è una discussione su come parlare di argomenti scientifici e scambiare idee scientifiche.
Ha anche lavorato come consulente scientifico per film di fantascienza e programmi televisivi tra cui Avengers: Endgame e Star Trek: Discovery . Ha fatto un breve cameo nel film Palm Springs del 2020. Nel 2023 è stato ospite di The Life Scientific su BBC Radio 4.